# A World Without Love
«A World Without Love» (Мир без любви) — песня Джона Леннона и Пола Маккартни. В 1964 году в исполнении дуэта «Питер и Гордон» возглавила хит-парады по обе стороны Атлантики. Самими «Битлз» реализована не была.
Песня написана в гармоническом мажоре, тональность — Ми мажор (E-dur). Темп средний (приблизительно 120 ударов в минуту). Исполняется на два голоса. Состоит из двух частей. Содержит инструментальный проигрыш в середине на гармонию первой части. 